# Ołeksandr Małyszenko
Ołeksandr Wiktorowycz Małyszenko (ukr. Олександр Вікторович Малишенко, ros. Александр Викторович Малышенко, Aleksandr Wiktorowicz Małyszenko; ur. 30 czerwca 1960 w Ługańsku) – ukraiński piłkarz, grający na pozycji napastnika.

## Kariera piłkarska

### Kariera klubowa
Wychowanek SDJuSzOR Zoria Woroszyłowgrad. Pierwszy trener Wadym Dobyża. W 1978 rozpoczął karierę piłkarską w miejscowym klubie Zoria Woroszyłowgrad. W 1981 sezon grał w Tawrii Symferopol, po czym powrócił do Zorii. W latach 1985–1986 służył w wojskowej drużynie SKA Karpaty Lwów, a potem występował w klubie Metalist Charków, ale po sezonie ponownie wrócił do Zorii. Drugą połowę sezonu 1991 spędził w Chimiku Siewierodonieck. Na początku 1992 wyjechał do Węgier, gdzie bronił barw klubów Nyiregyházi FC, Eger FC i Hajdúnánás FC. W czasie przerwy letniej w sierpniu 1993 rozegrał 2 mecze w Pucharze Ukrainy w składzie zespołu Awanhard Roweńki. Latem 1995 powrócił do Ukrainy, gdzie został piłkarzem Chimika Siewierodonieck. Następnego lata ponownie wrócił do Zorii Woroszyłowgrad. Zimą 1997 przeszedł do Desny Czernihów, a zimą następnego 1998 do Słowjańca Konotop, w którym zakończył karierę piłkarską.

### Kariera reprezentacyjna
Występował w juniorskiej oraz w młodzieżowej reprezentacji ZSRR. W 1982 rozegrał jeden mecz w olimpijskiej reprezentacji.

## Sukcesy

### Sukcesy klubowe
- mistrz Ukraińskiej Drugiej lihi: 1996/97
- mistrz Węgierskiej NB II: 1991/92
- zdobywca Pucharu ZSRR: 1988
- finalista Pucharu Federacji Piłki Nożnej ZSRR: 1987
- zdobywca Pucharu Junosti: 1976
- zwycięzca Igrzysk Młodzieżowych: 1977

### Sukcesy indywidualne
- najlepszy strzelec w historii Zorii Ługańsk: 124 goli w 354 meczach mistrzostw i Pucharu

### Odznaczenia
- nagrodzony tytułem Mistrza Sportu ZSRR: 1989